# Capáez (Hatillo)
Capáez è una circoscrizione del comune di Hatillo, a Porto Rico. Al censimento del 2010 aveva una popolazione di 4 231 abitanti, distribuiti su un'area di 7,61 km².

## Società

### Etnie e minoranze straniere
Dei 4 231 abitanti, l'83,79% è formato da bianchi, il 5,86% da 
afroamericani, lo 0,38% da nativi americani, lo 0,02% da asiatici, il 7,28% da altre razze e il 2,67% apparteneva a due o più razze. Della popolazione totale il 98,98% era ispanico o latino di qualsiasi razza.